# Jose Laurel jr.
Jose B. Laurel jr. (Tanauan, 27 augustus 1912 - Quezon City, 11 maart 1998) was een Filipijns advocaat en politicus. Laurel was van de jaren '40 tot begin jaren '70 bijna onafgebroken lid van het Filipijns Huis van Afgevaardigden. In deze periodes in het Huis van hij bovendien van 1954 tot 1957 en van 1967 tot 1971 voorzitter van het Huis van Afgevaardigden. Van 1984 tot 1986 was Laurel namens de oppositie nog twee jaar lid van het Batasang Pambansa, het Filipijns parlement ten tijde van het tweede deel van de periode-Marcos. Ook was hij een van de leden van de Constitutionele Conventie van 1986.

## Biografie

### Vroege levensloop en carrière
Jose Laurel werd geboren op 27 augustus 1912 in Tanauan in de Filipijnse provincie Batangas. Hij was de oudste zoon Jose Laurel, president van de Filipijnen tijdens de Japanse bezetting, en Paciencia Hidalgo. Na zijn middelbare schoolperiode aan UP High School van 1925 tot 1929 studeerde Laurel studeerde rechten aan de University of the Philippines. Laurel was tijdens zijn studie aanvoerder van het debat-team van UP, won namens UP een wedstrijd toespraken houden en was voorzitter van de studentenraad UP Student Council (USC) van 1935 tot 1936. In 1936 behaalde hij met hoge cijfers zijn bachelor-diploma rechten en in hetzelfde jaar slaagde hij tevens voor het toelatingsexamen (bar exam) van de Filipijns balie. In 1937 behaalde hij zijn Master-diploma rechten aan de University of Santo Tomas. 

### Tweede Wereldoorlog
Laurel werd in november 1941 namens het 3e kiesdistrict van Batangas gekozen in het Filipijns Huis van Afgevaardigden, met een termijn van 30 december 1941 tot 30 december 1945. De invasie van de Japanners in de Filipijnen op 8 december 1941 veranderde dit. De Japanners installeerden een andere door hen gecontroleerde regering. Deze Tweede Filipijnse Republiek werd geleid door de vader van Laurel, president Jose Laurel. In 1943 werd ook een Nationaal Assamblee opgericht. Jose Laurel jr. werd namens Batangas gekozen in dit Nationale Assemblee van de Tweede Filipijnse Republiek. In februari 1944 was de laatste sessie van de parlement. Later dat jaar, in september 1944, werd de Filipijnen vanwege de naderde Amerikaanse troepen door president Laurel onder een staat van beleg geplaatst. Op 29 maart 1945 ontvluchtte president Jose Laurel en zijn familie, waaronder Jose Laurel jr. en diverse andere Filipijnse hoogwaardigheidsbekleders de Filipijnen. Vanuit Tuguegarao werden ze vlak voor de bevrijding van de Filipijnen door de Amerikanen met een Japanse bommenwerper naar Japan gevlogen. Na de overwinning op Japan werden de Laurel's in Naga door de Amerikanen gearresteerd. Met uitzondering van Jose Laurel sr en Jose Laurel III werd een groot deel van de Laurel familie, inclusief Jose Laurel jr. op 2 november 1945 weer teruggebracht naar Manilla.

### Onafhankelijk Filipijnen
Bij de eerste verkiezingen na de Filipijnse onafhankelijkheid in 1946 werd Laurel opnieuw gekozen in het Huis van Afgevaardigden en ook bij de verkiezingen van 1954 wist Laurel met succes deze zetel te bemachtigen. Hij werd in deze termijn in het huis van 1954 tot 1957 bovendien gekozen tot voorzitter van het Huis van Afgevaardigden. Bij de verkiezingen van 1957 deed Laurel jr. het namens de Nacionalista Party mee aan de vicepresidentsverkiezingen. Hij behaalde bijna 38% van de stemmen en verloor daarmee van Diosdado Macapagal, die ruim 46,5% van de stemmers achter zich kreeg. Bij de eerstvolgende verkiezingen won Laurel opnieuw de zetel van het 3e kiesdistrict van Batangas. Hij werd nadien enkele malen herkozen en wist deze zetel zodoende te behouden totdat president Ferdinand Marcos de staat van beleg afkondigde en het Huis het jaar erop werd afgeschaft. In deze periode was hij van 1967 tot 1969 en van 1969 tot 1973 opnieuw twee maal Voorzitter van het Huis van Afgevaardigden. Laurel besloot na de afschaffing van het Huis uit de politiek te stappen.
In 1984 echter keerde hij nog eenmaal terug in de politieke arena, toen hij namens de oppositie werd gekozen in de regulier Batasang Pambansa. In dit parlement was hij de leider van de oppositiepartijen (minority leader) tot de val van Marcos in 1986 een einde maakte aan diens bewind en de Batasang Pambansa ook ophield te bestaan. In 1986 was Laurel jr. een van de leden van de Constitutionele Conventie het het concept voor de nieuwe Filipijnse Grondwet schreven.
Laurel overleed in 1998 op 85-jarige leeftijd aan de gevolgen van een longontsteking. Hij was getrouwd met Remedios Lerma en kreeg met haar vier kinderen. Zijn zoon Jose Laurel IV en zijn dochter Milagros Laurel vertegenwoordigden ook het 3e kiesdistrict van Batangas in het Huis van Afgevaardigden. Ook de broers van Laurel waren invloedrijke personen. Zijn broer Jose  Laurel III was ambassadeur in Japan. Sotero H. Laurel was lid van de Senaat van de Filipijnen en Doy Laurel was van 1986 tot 1992 vicepresident van de Filipijnen.